# Hi-Tek
Tony Cottrell (* 1976), besser bekannt als Hi-Tek, ist ein US-amerikanischer Hip-Hop-Produzent aus Cincinnati, Ohio.

## Karriere
Hi-Teks Karriere startete 1997 mit dem Song Hustle on the Side von der Gruppe Mood. Der Song war für deren Album Doom gemacht worden. Auf dem Album waren einige MCs aus Cincinnati wie Main Flow, Dante und der damals noch unbekannte Talib Kweli. Talib Kweli und Hi-Tek harmonierten miteinander so gut, dass sie bald darauf beschlossen nach Brooklyn zu gehen und ein gemeinsames Album namens Black Star mit Mos Def aufzunehmen. 2000 folgte ein Album von  dem Duo Hi-Tek und Talib Kweli unter dem Namen Reflection Eternal mit dem Titel Train of Thought. Hi-Tek war jeweils für die Beats verantwortlich und Talib Kweli gab dem Album als Rapper seine Stimme.
Nachdem sich Hi-Tek bei Rawkus Records verpflichtet hat, produzierte er während der Zeit für viele angesagte MCs in ganz USA Lieder für deren Alben. 2001 wurde dann Hi-Teks erstes Produzentenalbum Hi-Teknology veröffentlicht und gut aufgenommen. Das Album wurde komplett von Hi-Tek produziert und beinhaltet Künstler wie Mos Def, Talib Kweli, Vinia Mojica, Buckshot von Black Moon und andere.
Hi-Teknology wurde 250.000 mal verkauft. Hi-Tek war mit der Vermarktung unzufrieden und verließ daraufhin Rawkus Records und ging zu MCA Records. Nachdem er das Label gewechselt hatte, begannen die Produktionen seines zweiten Albums Hi-Teknology 2: The Chip. Auf dem Album waren neben Mos Def und Talib Kweli Künstler wie Nas, Papoose, Raekwon, Busta Rhymes und noch weitere Szenegrößen enthalten.
Momentan steht Hi-Tek als Produzent bei Aftermath Entertainment unter Vertrag und produziert für Künstler von Aftermath.

## Diskografie

### Soloalben
| Jahr | Titel                   | Höchstplatzierung, Gesamtwochen, AuszeichnungChartsChartplatzierungen (Jahr, Titel, Platzierungen, Wochen, Auszeichnungen, Anmerkungen) | Anmerkungen |
| Jahr | Titel                   | US | Anmerkungen |
| ---- | ----------------------- | --- | ----------- |
| 2001 | Hi-Teknology            | US66 (5 Wo.)US |             |
| 2006 | Hi-Teknology²: The Chip | US38 (2 Wo.)US |             |
| 2007 | Hi-Teknology³           | US—US |             |

### Mitproduzierte Alben
- 1997: Doom – Mood
- 1998: Black Star – Mos Def und Talib Kweli

### Hi-Tek hat für folgende Künstler Songs produziert (Auswahl)
- 50 Cent – "Get In My Car", "Ryder Music", "Best Friend"
- Blackalicious – "It's Going Down"
- Busta Rhymes f/ Nas – "Rough Around The Edges"
- Common – "One-Nine-Nine-Nine", "Tekzilla"
- Cormega – "Take These Jewels"
- D12 – "Just Like You"
- G-Unit – "G-Unit"
- Morcheeba f/ Talib Kweli – "Let Me See" (Remix)
- Mos Def – "Next Universe"
- Snoop Dogg – "I Believe in You", "I Miss That Bitch", "No Thang on Me"
- Syleena Johnson – f/ Mos Def – "Hit On Me" (Remix)
- Talib Kweli – "2000 Seasons", "The Express", "Back Up Offa Me"
- Tha Eastsidaz – "Eastside Ridaz", "Cool"
- The Game f/ Tony Yayo – "Runnin'", "Ol' English"